# Fit Finlay
Dave Edward Finlay (31 de enero de 1958), conocido como Fit Finlay, es un exluchador profesional irlandés. Actualmente trabaja como entrenador y productor para la empresa WWE. 
También laboró para la compañía World Championship Wrestling (WCW). Entre sus logros, se destaca un reinado como Campeón Mundial Televisivo de WCW, y otro Campeón de los Estados Unidos de WWE.

## Carrera

### Inicios
Finlay empezó su carrera de luchador en Carrickfergus, Irlanda del Norte, antes de trasladarse a Gran Bretaña en 1978. En Inglaterra, luchó para varias compañías. Finlay venció a Alan Kilby el 9 de junio de 1982 para ganar su primer título, el Campeonato de los Pesos Medios de las Empresas Británicas Unidas. Perdió y ganó el título varias veces, pero la última vez que lo perdió fue en 1983. Después ganó un torneo para coronarse como nuevo Campeón de los Pesos Semi-Pesados de Gran Bretaña, un título sin dueño, ganando a British Legend Ringo Rigby en la final.
Finlay perdió el título contra Albert Jové, pero pronto ganó otro, venciendo a Marty Jones y ganando el Campeonato Mundial de los Pesos Semi-Pesados. Perdió y ganó muchas veces el título contra Jones, pero lo perdió definitivamente contra Jones por descalificación. Más tarde, Finlay volvió a vencer a Jones ganando el Campeonato de los Pesos Medios de las Empresas Británicas Unidas otra vez. Ganó el All-Star Campeonato Británico de los Pesos Pesados. También luchó en el programa de la ITV World Of Sports, bajo el apodo Dave "Fit" Finlay.
Durante esta época, Finlay empezó a luchar en Alemania para una de las empresas de lucha libre más grandes de Europa, la Catch Wrestling Association. Con el título All-Stars, Finlay hizo equipo con Marty Jones ganando el campeonato en parejas de CWA a Tony St.Clair y a su compañero Miles Zrno. Después de perder el título All-Stars contra Dave Taylor, Finlay se concentró en la CWA, ganando muchos de sus títulos.

### World Championship Wrestling (1995-2000)

#### 1995-1998
Antes de luchar en la WWE, Finlay fue conocido en los Estados Unidos por luchar en la WCW desde 1995 hasta 2000, primero como The Belfast Bruiser (nombre que había usado ya en Reino Unido) y después como Dave "Fit" Finlay. Su popularidad empezó con una rivalidad con Lord Steven Regal en 1996, incluyendo una Parking Lot Brawl en WCW Monday Nitro, donde Finlay se clavó un cristal en el ojo, lo que le obligó a luchar con un parche en el ojo. En 1998, ganó el Campeonato Mundial de la Televisión de la WCW y tuvo rivalidades con Chris Benoit y Booker T. Antes, había cambiado su nombre a uno nuevo, uniendo la pronunciación y el significado, Fit Finlay. Finlay también tuvo un feudo con Alex Wright debido a que Finlay había acabado con la carrera de Steven Wright, el padre de Alex. El feudo tuvo su punto culminante en Halloween Havoc donde Finlay perdió ante Wright.

#### 1999-2000
Cerca del fin de su carrera en la World Championship Wrestling, él ganó la "Invitación Hardcore del depósito de Chatarra" para Bash at the Beach ganando un "Trofeo Hardcore". Aunque sufrió de un nervió mal lacerado en la pierna en un combate hardcore que le impidió usar la pierna en 1999 cuando luchaba contra Brian Knobbs. En ese combate fue lanzado a una mesa que había en una esquina del ring, que se rompió y le hizo cortes en las piernas. Cuando volvió más tarde en ese año, toda la popularidad había sido perdida. En 2000, Finlay formó un trío de "Soldados Hardcore" junto con Brian Knobbs y Al Green. Tuvieron una rivalidad con Vampiro, incluyendo un combate en WCW Uncensored que sería la última aparición de Finlay en un PPV de la WCW. Su último combate en la WCW fue un combate hardcore vs. Norman Smiley, el cual perdió.

### World Wrestling Federation/ Entertainment/ WWE

#### 2005-2006

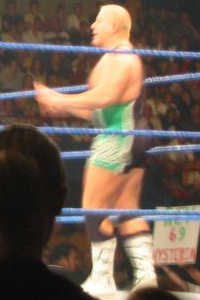
Fit Finlay.

Debutó como un guardaespaldas de WWE, en su debut fue tratando de sacar a Kurt Angle del ring debido a que este atacaba a Shawn Michaels en el Royal Rumble 2005 después de haber sido eliminado por este último. También en ese mismo año apareció tratando de separar a John Cena y Chris Jericho debido a que estos seguían golpeándose en el backstage. Finlay comenzó a trabajar en un regreso en 2004, luchando en un combate contra Jamie Noble en un espectáculo en casa en Glasgow y las promociones comenzaron a transmitirse para su inminente regreso al ring el 30 de diciembre de 2005. 
Su primer combate televisado fue el 20 de enero de 2006 en SmackDown! contra Matt Hardy, que terminó en una victoria para Hardy por descalificación. Después del combate, Finlay estampó la cara de Hardy contra una escalera, convirtiéndose en "Heel" y obteniendo el apodo de "The Fighting Irish Bastard". Tras esto, inició un feudo con Bobby Lashley, que empezó cuando Finlay interfirió en un combate de Lashley contra JBL en No Way Out, costándole el invicto a Lashley. En esta rivalidad se lucharon muchos tipos de luchas, incluyendo un Parking Lot Brawl. Más tarde, Lashley y Finlay compitieron en un combate de clasificación para el Money in the Bank de WrestleMania 22, que ganó Finlay. A partir de ahí Finlay empezó a usar un Shillelagh. En WrestleMania 22, se enfrentó en el Money in the Bank a Ric Flair, Lashley, Matt Hardy, Rob Van Dam y Shelton Benjamin, siendo ganado por Van Dam.
Después Finlay entró en el King of the Ring de SmackDown!, venciendo a su oponente de primera ronda, Chris Benoit, pero después fue vencido en segunda ronda por Lashley, quien avanzó a la final en Judgment Day, evento en el que Finlay perdió ante Benoit. Durante ese mismo evento, Finlay ayudó a Booker T en la final del King of the Ring contra Lashley. Tras esto, el 26 de mayo de SmackDown!, Finlay se unió a Litte Bastard, quien salía de debajo del ring para atacar a los oponentes de Finlay o distraer al árbitro. Finlay unió fuerzas con William Regal como leales sujetos del recién nombrado King Booker y su King Booker's Court. Los dos hombres fueron nombrados caballeros, por lo que Finlay empezó a ser llamado Sir Finlay.
Durante este período de tiempo, el Stable empezó un feudo con Lashley, a quien Finlay derrotó, ganando el Campeonato de los Estados Unidos y con el retador Batista. Finlay defendió el título en varias ocasiones, incluyendo una contra otro miembro, William Regal en The Great American Bash, antes de perder el título ante Mr. Kennedy el 1 de septiembre de 2006 en un combate que incluyó a Lashley.
Después de perder el título, Finlay continuó atacando a los luchadores que amenazaban a King Booker, Lashley y Batista. Tuvo su primera oportunidad por el Campeonato Mundial Peso Pesado en No Mercy, cuando luchó en una lucha contra el campeón Booker, Batista y Lashley, ayudando a Booker a retenerlo. Después de dejar el stable, Finlay continuó su feudo con Batista. El 10 de noviembre de 2006 en SmackDown!, Finlay volvió a luchar contra Batista que le derrotó cubriéndolo después de un "Spinebuster". En Armageddon, Finlay & Booker lucharon contra Batista & John Cena, pero fueron derrotados.

#### 2007

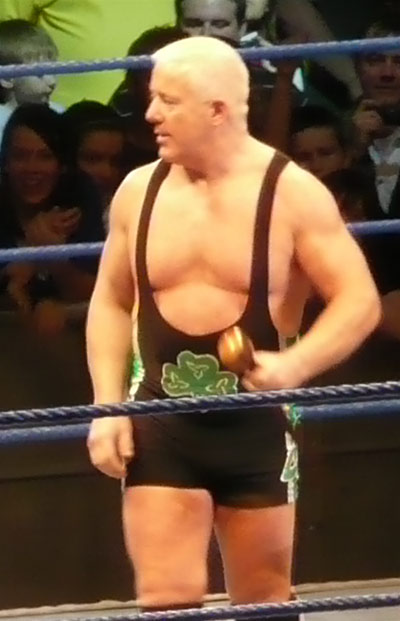
Finlay haciendo su entrada.

Finlay participó en el Royal Rumble. Entró el número 2, e inició su lucha frente a Ric Flair. En la lucha, fue eliminado por Shawn Michaels. Después del Royal Rumble, Finlay inició un feudo con The Boogeyman. En No Way Out, Finlay & Little Bastard derrotaron a The Boogeyman y Little Boogeyman. Después en una edición de smackdown! volvieron a derrotarles.
Finlay se clasificó para el Money in the Bank de WrestleMania 23, venciendo a Chris Benoit y Montel Vontavius Porter (MVP) en una triple amenaza, antes de dicha lucha venció en un combate individual a Mr Kennedy
sin embargo, Kennedy ganó la lucha. Después de WrestleMania, Finlay tuvo feudos con Kennedy y Jamie Noble. Sin embargo, la atención de Finlay se volvió hacia Kane, quien lo derrotó en SummerSlam.
Entró en una lucha por determinar un aspirante al título de Khali venciendo a Kane, pero al final no logró convertirse en aspirante. Una semana después en una revancha volvió a vencer a Kane esta vez en una lucha sin descalificación.
Finlay después se enemistó con Rey Mysterio, después de atacarlo en una entrevista de John "Bradshaw" Layfield. En No Mercy, Finlay fingió una lesión, lo que lo ayudó a atacar brutalmente a Mysterio. Después, en Cyber Sunday, Mysterio derrotó a Finlay. El feudo llegó a su fin, posterior a su enfrentamiento por equipos en Survivor Series. Aunque en la semana siguiente en SmackDown! se disputó una pelea en la que venció Finlay.
Finlay se reunió con Hornswoggle, tras rescatarlo en una lucha vs. The Great Khali, transformando a Finlay en tweener face. En Armageddon, Finlay derrotó a The Great Khali tras golpearlo con el Shillelagh y una intervención de Hornswoggle.
En una edición de smackdown venció a Mark Henry tras dos golpes con el Shillelagh. También entró en un "beat the clock challenge" para determinar un contendiente al título de Edge derrotó a MVP pero fue superado por Rey Mysterio

#### 2008-2009

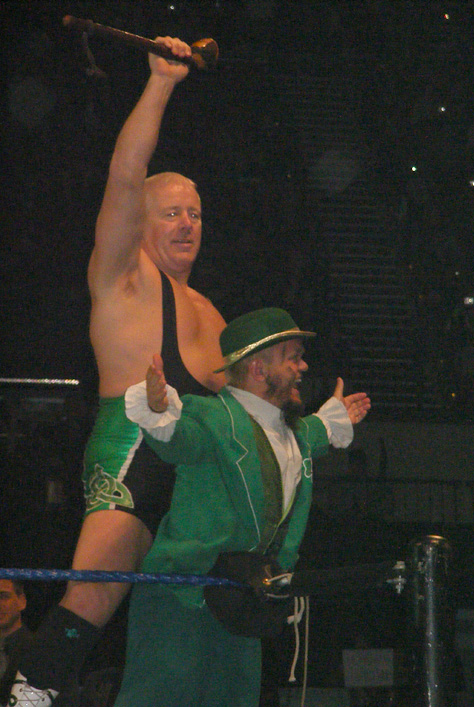
Finlay y Hornswoggle.

Finlay participó en la Royal Rumble, pero fue descalificado por usar el shillelagh para salvar a Hornswoggle. En No Way Out perdió la oportunidad de ganar un combate por el Campeonato Mundial Peso Pesado en WrestleMania XXIV tras ser eliminado de la Cámara de Eliminación por The Undertaker.
Antes de Wrestlemania tuvo un combate sin sanciones contra The Great Khali al cual derrotó.
En WrestleMania XXIV tuvo una lucha contra JBL, con el cual había tenido varios conflictos antes de dicho evento. La lucha fue ganada por JBL después de aplicarle el "Clothesline From Hell". Durante ese conflicto fue ganando aficionados poco a poco tras salvar a Hornswoggle, peleando contra luchadores Heel hasta convertirse en Face o más bien dicho Tweener Face. Participó en el torneo
"King Of The Ring" 2008, venció a The Great Khali, pero fue eliminado por el que esa noche sería el ganador del torneo William Regal. Finlay luchó contra Chuck Palumbo, el cual ganó gracias a Hornswoggle y el famoso shillelagh, semanas después volvió a vencerlo en un no DQ macth.Inesperadamente tras su actual feudo con los luchadores Miz y Morrison, que en un episodio molestaban a Hornswoggle y Finlay les advirtió. Luchará por el Campeonato de la WWE en Parejas contra The Miz & John Morrison junto a Hornswoggle en Night of Champions. En el draft derrotaron a Santino Marella y Carlito y en el draft suplementario fue movido a ECW junto con Hornswoggle.
En Night of Champions el y su hijo Hornswoggle perdieron contra The Miz & John Morrison reteniendo así Miz & Morrison el campeonato en parejas de la WWE. Antes de The Great American Bash, Finlay formó equipo con Jeff Hardy, Batista y Rey Mysterio contra The Brian Kendrick, JBL, MVP y Kane, lucha la cual ganaron. Posteriormente,
en The Great American Bash, Hawkins y Ryder consiguen el Campeonato en Parejas de la WWE al derrotar a John Morrison & The Miz, Finlay & Hornswoggle y Jesse & Festus.
En el evento Unforgiven, participó en el primer ECW Championship Scramble junto al campeón Mark Henry, Matt Hardy, The Miz y Chavo Guerrero, siendo derrotado luego de que Matt Hardy ganara la lucha. La semana siguiente hizo equipo con Matt Hardy para derrotar a Mark Henry y a Mike Knox. En el evento Cyber Sunday fue una de las opciones a escoger para ser el retador de Matt Hardy por el Campeonato de la ECW.
En la edición de ECW del 11 de noviembre se enfrentó a Matt Hardy en una lucha titular, con victoria para el campeón reteniendo el título. En una edición de ECW Finlay hizo equipo con su hijo Hornswoggle contra Mark Henry y su mánager Tony Atlas, ganando el equipo de Henry. En el evento Armageddon derrotó a Henry en una lucha tipo Belfast brawl luego de que lo atacara con su Shillelagh.
Participó en el Royal Rumble 2009, entrando el número 14, aguantó casi 30 minutos, pero fue eliminado por Kane.En No Way Out se enfrentó a Jack Swagger por el Campeonato de la ECW, lucha la cual perdió. En el episodio del 13 de marzo de SmackDown, Finlay derrotó a The Brian Kendrick para calificar para el combate de escaleras Money in the Bank en WrestleMania XXV. En el evento, Finlay no pudo ganar el partido, ya que fue ganado por CM Punk. El 29 de junio del 2009 fue transferido de ECW a SmackDown!. Regresó el 16 de junio, atacando al campeón de ECW Tommy Dreamer, Christian y Jack Swagger. En The Bash, participó en un Championship Scramble Match por el ECW Championship, que también incluyó a Christian, Jack Swagger y Mark Henry, sin embargo, el campeón defensor Tommy Dreamer retuvo. Finlay no regresó a ECW después de eso. En Survivor Series, el Team Morrison (John Morrison, Matt Hardy, Evan Bourne, Shelton Benjamin y Finlay) fue derrotado por el Team Miz (The Miz, Drew McIntyre, Sheamus, Dolph Ziggler y Jack Swagger). A fines de 2009, comenzó a perseguir el Campeonato Intercontinental al pelear con Drew McIntyre, que no pudo ganar.

### 2010-2011
También participó en la Battle Royal de 26 hombres en Wrestlemania XXVI pero fue eliminado por Zack Ryder junto con Mike Knox, siendo el vencedor Yoshi Tatsu. Su último combate televisado en la WWE fue el episodio del 4 de junio de 2010 de SmackDown, donde compitió en una batalla real de 15 hombres. No pudo ganar ya que el partido lo ganó el ex rival Rey Mysterio . Tras esto, pasó a ser un productor en vestuarios y entrenador de algunos luchadores, manteniéndose en un semi-retiro, luchando en eventos de la WWE contra jóvenes luchadores inexpertos. Después de largo tiempo sin aparecer, apareció como uno de los leñadores de la pelea de Edge y David Otunga. Tras esto, el 29 de marzo de 2011 fue despedido de la empresa ya que, como productor de SmackDown, escribió un segmento en el que el Campeón de la WWE The Miz interrumpiría el himno nacional para generar odio entre el público. Debido a que había varios miembros de la Guardia Nacional, uno de los principales patrocinadores de la WWE, se ofendieron por este hecho, lo que desembocó en el despido de Finlay.

### Circuito independiente (2011-2012)
Después de ser liberado de la WWE, Finlay empezó a luchar de nuevo, por lo que su apariencia independiente y de primera el 26 de julio de 2011, derrotando a Sami Callihan a EVOLVE 9. El 20 de agosto de 2011, Finlay hizo su debut con Pro Wrestling Guerrilla, tomando parte en la batalla de 2011 de Los Ángeles torneo. Fue eliminado del torneo en la primera ronda por PWG Campeón del Mundo de Kevin Steen. El 28 de octubre de 2011, el debut de Finlay por Yoshihiro Tajiri 's de Smash se anunció la promoción, cuando se reveló como el misterioso 'rey del terror', Michael Kovac había prometido traer a la promoción y nombrado primer rotura violenta Campeón StarBuck ' primer retador s para el título. El 24 de noviembre en Smash.23 , Finlay derrotó a StarBuck para convertirse en el nuevo Campeón de Smash. El 19 de febrero de 2012, Finlay tuvo su primera defensa exitosa del Campeonato de Smash ante Tajiri. Antes del evento, se anunció que el 14 de marzo la empresa dejaría de operar, por lo que dejó el título vacante después de su defensa.
El 6 de noviembre de 2011, se enfrentó en Stampede Wrestling a Harry Smith, siendo derrotado. El 21 de enero de 2012, Fit Finlay regresó a DOA Pro Wrestling en Portland, OR para enfrentarse a Ethan HD por el DOA Heavyweight Championship. 
El 24 de mayo, hizo su debut en la  Wrestling New Classic (WNC), la compañía surgida tras el quiebre de Smash, derrotando a Akira en la lucha principal. Dos días después, en otro evento de la WNC, derrotó a Zeus en el combate principal.
El 4 de abril de 2012, Ring of Honor (ROH) anunció que Finlay había firmado un contrato con la empresa. El 12 de mayo debutó en Border Wars, tuvo su primer combate en la empresa, perdiendo ante Roderick Strong en un combate por el Campeonato Mundial Televisivo de ROH. El 24 de junio en Best in the World 2012, fue derrotado por Michael Elgin.
Tuvo su aparición final en la WNC y en el circuito independiente el 20 de septiembre de 2012, derrotando a Ray Mendoza, Jr. en el evento principal del evento. Tras el combate, anunció que, debido a que había firmado con la WWE, no podría luchar más en la empresa retirándose de la lucha libre.

### WWE (2012-presente)
Tras estar un año luchando en el circuito independiente, el 11 de julio de 2012 volvió a firmar con la WWE, regresando en su puesto de productor. Ambas partes habían estado negociando desde WrestleMania XXVIII, pero hasta verano no habían llegado a un acuerdo. en el Aniversario 20 de RAW trasmitido el día 14 de enero, hizo una pequeña aparición, separando a Rock del ataque contra CM Punk. En un house show en el Nueva York Finlay apareció intentando atacar a Daniel Bryan.
En el año 2014, Finlay hizo una nueva aparición en el show "Live Belfast May 2014" para reiniciar la lucha entre The Usos contra Luke Harper y Erick Rowan en una lucha por los títulos donde Jimmy y Jey habían perdido los títulos, pero debido a la re-iniciación de la lucha los retuvieron. También en el Raw del 7 de julio intervino para separar a Roman Reigns y Kane, pero este recibió una spear de Reigns. En el episodio de Raw del 28 de julio intervino separando a Stephanie McMahon y a Brie Bella mientras se atacaban mutuamente. En 2019 reapareció en el PPV Royal Rumble cuando Lana se lesiona (kayfabe) y aparece Becky Lynch confrontándolo para entrar en reemplazo de Lana en el N° 28, situación que finalmente desencadenó en el triunfo de Lynch y posterior triunfo en Wrestlemania 35.
El día 15 de abril de 2020 la WWE anunció el despido de Finlay junto con otros luchadores, árbitros y productores.
Sin embargo, volvió a trabajar para la WWE en noviembre del mismo año.

## Vida personal
El padre de Finlay, David Edward Clarke Finlay, conocido como David "Dave" Finlay Sr, era luchador y entrenador de lucha libre y fue nombrado MBE en los Honores de Año Nuevo de 2024 "Por servicios a la lucha olímpica en Irlanda del Norte". Su abuelo era luchador profesional y su hermana era árbitro. Su tío, Albert, fue portero del Glentoran FC en las décadas de 1960 y 1970. Finlay estuvo casado anteriormente con su ex manager, la Princess Paula. Actualmente está casado con Melanie (Mel) Duffin y tiene tres hijos, el mayor de los cuales; David, nació en Alemania.
Todos sus hijos son luchadores. El mayor, David, hizo su debut en la lucha libre profesional el 22 de diciembre de 2012 y ahora lucha para New Japan Pro Wrestling como líder del Bullet Club. David es un ex Campeón en Parejas de Peso Pesado de IWGP y también ex Campeón de Peso Abierto de NEVER. Su hija ganó el campeonato del estado de Georgia. Brogan entrenó durante un breve tiempo en el Dojo New Japan Pro-Wrestling antes de la pandemia de COVID-19, antes de firmar con la WWE en diciembre de 2023.

## Campeonatos y logros
- All-Star Promotions
  - British Heavyweight Championship (1 vez)

- British championships
  - World Middleweight Championship (4 veces)

- Catch Wrestling Association
  - CWA Intercontinental Heavyweight Championship (1 vez)
  - CWA World Tag Team Championship (1 vez) - con Marty Jones

- Commonwealth championships
  - CW British Commonwealth Heavyweight Championship (1 vez)
  - CW World Middleweight Championship (4 veces)

- Irish championships
  - Irish National Championship (1 vez)

- Joint Promotions
  - British Heavy Middleweight Championship (5 veces)
  - British Light Heavyweight Championship (2 veces)

- SMASH
  - SMASH Championship (1 vez)

- World Championship Wrestling
  - WCW World Television Championship (1 vez)
  - WCW Hardcore Championship (1 vez)

- World Wrestling Entertainment
  - WWE United States Championship (1 vez)

- Pro Wrestling Illustrated
  - Situado en el N°278 en los PWI 500 del 2003
  - Situado en el Nº56 en los PWI 500 del 2008[17]
  - Situado en el Nº47 en los PWI 500 del 2009
  - Situado en el Nº136 en los PWI 500 de 2010[18]